# Stara Gierłoż
Stara Giełoż (deutsch Alt Görlitz) ist ein Ort in der polnischen Woiwodschaft Ermland-Masuren. Er gehört zur Gmina Ostróda (Landgemeinde Osterode in Ostpreußen) im Powiat Ostródzki (Kreis Osterode in Ostpreußen).

## Geographische Lage
Stara Gierłoż liegt im Westen der Woiwodschaft Ermland-Masuren, 15 Kilometer südwestlich der Kreisstadt Ostróda (deutsch Osterode in Ostpreußen).

## Geschichte
Die früher Klein Görlitz, nach 1820 Görlitz und ab 25. August 1886 Alt Görlitz genannte Försterei gehörte bis 1945 zum Staatsforst Liebemühl und befand sich mitten in der früheren Görlitzer Heide. Der Ort war nach Görlitz (polnisch Gierłoż) eingemeindet. Im Forsthaus Alt Görlitz hatte die Unterförsterei (Größe: 0,5 Hektar) ihren Sitz. Diese wurde jedoch in den 1920er Jahren aufgehoben und einem Waldarbeiter übertragen.
Im Jahre 1945 wurde Alt Görlitz in Kriegsfolge mit dem gesamten südlichen  Ostpreußen an Polen abgetreten. Alt Görlitz erhielt die polnische Namensform „Stara Gierłoż“. Heute ist die Osada leśna („Waldsiedlung“) Teil der Landgemeinden Ostróda (Osterode in Ostpreußen) im Powiat Ostródzki (Kreis Osterode in Ostpreußen), bis 1998 der Woiwodschaft Olsztyn, seither der Woiwodschaft Ermland-Masuren zugehörig.

## Kirche
Bis 1945 war Alt Görlitz in die evangelische Kirche Leip (polnisch Lipowo) in der Kirchenprovinz Ostpreußen der Kirche der Altpreußischen Union, außerdem in die römisch-katholische Kirche Marienfelde (polnisch Glaznoty) eingepfarrt.
Heute gehört Stara Gierłoż katholischerseits zur Kirche Reszki (Röschken) im Erzbistum Ermland, evangelischerseits zur evangelisch-methodistischen Kirche Lipowo bzw. zur evangelisch-augsburgischen Kirche Ostróda.

## Verkehr
Stara Gierłoż liegt ein wenig „versteckt“ in waldreichem Gebiet, ist aber über eine Landwegverbindung, die von Gierłoż (Görlitz) zur Kreisstraße (polnisch Droga powiatowa, DP) 1233N bei Reszki (Röschken) führt, zu erreichen. Eine Anbindung an den Bahnverkehr besteht nicht.